# El Pedró (Granera)
El Pedró és una muntanya de 846 metres que es troba en el terme municipal de Granera, a la comarca del Moianès. És en el Serrat del Pedró, al sud-est de la Serra de Granera. És a migdia de la Roca de l'Àliga i al sud-est del Castellar.